# Аспидногрудый лесной пастушок
Аспидногрудый лесной пастушок (лат. Aramides saracura) — вид птиц из семейства пастушковых (Rallidae). Подвидов не выделяют. Распространён в Бразилии, Парагвае и Аргентине.

## Описание
Аспидногрудый лесной пастушок — небольшой лесной пастушок с длиной тела 34—37 см, один измеренный самец весил 540 г. Половой диморфизм не выражен. Голова, горло, грудь и брюхо сланцево-серые. Затылок и плечи каштановые. Спина оливкового цвета. Хвост чёрный. Радужная оболочка красноватая. Клюв зелёный с голубоватым основанием. Ноги и ступни от красновато- до желтовато-коричневого цвета.

## Места обитания и биология
Аспидногрудый лесной пастушок встречается на юго-востоке Бразилии от юга Минас-Жерайса и Эспириту-Санту на юг и запад до востока Парагвая и северо-востока Аргентины. Обитает во влажных лесах и редколесьях, часто в заболоченных районах или вдоль ручьев, но обычно избегает открытых болот.
Обычно питается дождевыми червями, личинками жуков и другими мелкими насекомыми.
Сезон размножения аспидногрудого лесного пастушка полностью не определен, но, по-видимому, продолжается с ноября по февраль. Описано одно гнездо, которое располагалось в густом кустарнике и содержало четыре или пять яиц. Биология размножения этого вида не изучена.